# Tiếng Dalmatia
Tiếng Dalmatia là một ngôn ngữ Rôman từng được nói tại vùng Dalmatia của Croatia, cũng như những vùng xa về phía nam như Kotor tại Montenegro. Cái tên "Dalmatia" xuất phát từ tên một bộ tộc người Illyria là Dalmatae. Phương ngữ Ragusan từng là ngôn ngữ chính thức của Cộng hòa Ragusa, dù sau đó tiếng Veneto, rồi tiếng Serbia-Croatia đã dần lấn át nó.
Người nói tiếng Dalmatia từng sống tại những đồ thị ven biển như Zadar (Jadera), Trogir (Tragur, Traù), Spalato (Split; Spalato), Ragusa (Dubrovnik; Raugia, Ragusa), và Kotor (Cattaro) (mỗi trong số này có phương ngữ địa phương) và trên các đảo Krk (Vikla, Veglia), Cres (Crepsa) và Rab (Arba).